# Omolabus centomyrciae
Omolabus centomyrciae es una especie de coleóptero de la familia Attelabidae.

## Distribución geográfica
Habita en Paraguay.